# Taron Egerton
Taron David Egerton  (Birkenhead, 1989. november 10. –) Golden Globe-díjas walesi színész és énekes.
Jelölést kapott többek között Grammy-, BAFTA- és a Screen Actors Guild-díjra is. Ismertté a brit The Smoke sorozatból és a Kingsman: A titkos szolgálat (2015) filmből vált. Több életrajzi filmben szerepelt: Az ifjúság végrendelete (2014) című filmdrámában Edward Brittain katonát, az Eddie, a sas (2015) című vígjátékban Michael Edwards brit síugrót alakította. 
2019-ben Elton Johnt formálta meg a Rocketman című életrajzi filmben, mellyel elnyerte a legjobb férfi főszereplőnek járó Golden Globe-díjat.

## Fiatalkora
A Liverpoolhoz közeli Birkenheadben született. A nagyanyja walesi. A walesi nyelvben a keresztnevének változata, a "Taran" mennydörgést jelent. Az édesapja panziót működtetett, az édesanyja pedig szociális rendszerben dolgozott. A korai gyermekéveit a Wirral-félszigeten töltötte, később a család az Anglesey szigeten lévő Llanfairpwllgwyngyll-be költözött, Egerton itt járt általános iskolába. 12 éves volt, amikor Aberystwyth városába költözött. Habár Angliában született, úgy véli magáról, hogy walesi, valamint walesi akcentussal beszél. 15 éves korában kezdte el a színészi tevékenységet, miután barátja rábeszélte az ifjúsági színházi programra. Azt mondta, hogy ő volt az "osztály bohóc", és a viselkedése alapján úgy tűnt, hogy jobban felhasználja ezt az energiát. Az Ysgol Penglais iskolába járt, majd a Royal Academy of Dramatic Artra ment, ahol 2012-ben diplomázott le. Itt tartózkodása alatt megkapta Stephen Sondheim Társaság Év Diákja díját 2011-ben.

## Pályafutása
2011-ben debütált az ITV csatornán a Lewis sorozat két részében, mint Liam Jay. Később felvették a Sky1 csatornán futó The Smoke főszerepére. 2015-ben szerepelt a Kingsman - A titkos szolgálat filmben, mint Gary 'Töki' Unwin , illetve  annak folytatásában Kingsman: Az aranykör (2017). Az első film sikere után Egerton hírnévre tett szert és három filmre szerződött a 20th Century Studios-val.  
Az ifjúság végrendelete (2014) filmben Edward Brittain-t alakította. 2015-ben bejelentették hogy Egerton játszani fog a Milliárdos fiúk klubja filmben, amit 2018-ban mutattak be. A GQ magazin 50 legjobban öltözött brit férfija között szerepelt 2015 és 2016-ban. 2018-ban Egerton játszotta a főszerepet Robin Hood-ban (2018). 
Az énekes dalszerző Elton Johnt alakította a Rocketman (2019) filmben, amiért elnyerte a legjobb férfi főszereplőnek járó Golden Globe-díjat, illetve több díjra jelölték. 2019-ben Egerton többször is duettet adott Elton Johnnal.

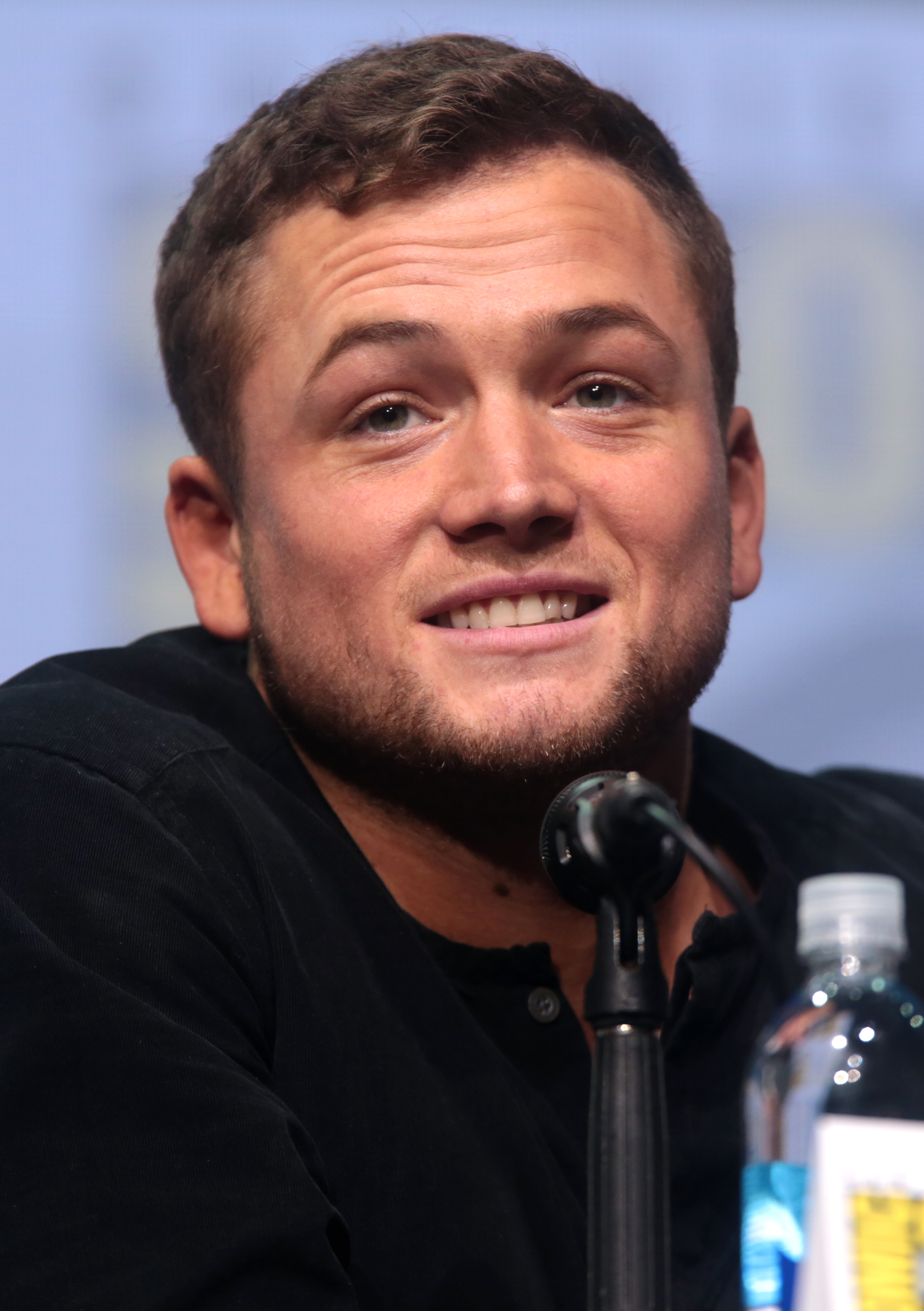
Egerton a 2017-es San Diego Comic-Con-on

## Magánélete
Noha Angliában született és csak a dédanyja walesi, úgy véli magáról, hogy walesi, valamint walesi akcentussal beszél. Az angol mellett walesiül is beszél, úgy fogalmazott, hogy "átjárónak" tartja magát.
A generációjával ellentétben nem használ randi alkalmazásokat, jobbnak találja az "esernyő az esőben" típusú romantikát. "Kamikaze-stílusban szólítottam meg egy lányt a metróban, és azt mondtam szerintem gyönyörű vagy, el kéne mennünk meginni valamit". "Ijesztő, de sokkal kifizetődőbb. Később fél napot vett el a drámaiskolából, hogy vele randizzak".
Egerton az aktivisták mellett többször felszólalt. 2015-ben válaszolt egy nő nőgyűlölettel kapcsolatos kérdésére: "Nem hiszem, hogy a dolgok elég gyorsan változnának, de ez nem csak a nők kérdése". "Én egy olyan színészmegtestesítője vagyok, aki besétál egy szobába és máris fölényben van csak, mert egy húszas évek közepén lévő kaukázusi férfi vagyok. Mennyire bosszantó lehet ez az iparágban a színes emberek számára?" Támogatja az LMBT közösséget is, egy interjúban beszélt a Rocketmanben végzett szerepéről. "Elton John egy meleg ikon, és kik vagyunk mi heteroszexuális filmkészítők, hogy ne tegyük bele a történetének ezen részét is, hogy merészelnénk? de nem így tettünk". Miután elveszítette nagyanyját egy motoros idegbetegség miatt, az MND Egyesület nagykövete lett.

## Filmográfia

### Film
| Év   | Magyar cím                   | Eredeti cím                  | Szerep                      | Magyar hang        |
| ---- | ---------------------------- | ---------------------------- | --------------------------- | ------------------ |
| 2014 | Az ifjúság végrendelete      | Testament of Youth           | Edward Brittain             | Ágoston Péter      |
| 2015 | Kingsman: A titkos szolgálat | Kingsman: The Secret Service | Gary "Töki" Unwin           | Fehér Tibor        |
| 2015 | Legenda                      | Legend                       | Edward "Őrült Teddy" Smith  | Fehér Tibor        |
| 2016 | Eddie, a sas                 | Eddie the Eagle              | Michael Edwards             | Fehér Tibor        |
| 2016 | Énekelj!                     | Sing                         | Johnny (hangja)             | Tasnádi Bence      |
| 2017 | Kingsman: Az aranykör        | Kingsman: The Golden Circle  | Gary "Töki" Unwin / Galahad | Fehér Tibor        |
| 2018 | Milliárdos fiúk klubja       | Billionaire Boys Club        | Dean Karny                  | Fehér Tibor        |
| 2018 | Milliárdos fiúk klubja       | Billionaire Boys Club        | Dean Karny                  | Nagy Dániel Viktor |
| 2018 | Robin Hood                   | Robin Hood                   | Robin Hood                  | Fehér Tibor        |
| 2019 | Rocketman                    | Rocketman                    | Elton John                  | Nagy Dániel Viktor |
| 2021 | Énekelj! 2.                  | Sing 2                       | Johnny (hangja)             | Tasnádi Bence      |
| 2023 | Tetris                       | Tetris                       | Henk Rogers                 |                    |
| 2024 | Kézipoggyász                 | Carry-On                     | Ethan Kopek                 | Fehér Tibor        |

Rövidfilmek
- Pop (2012) – Andy
- Hereafter (2013) – Tamburlaine

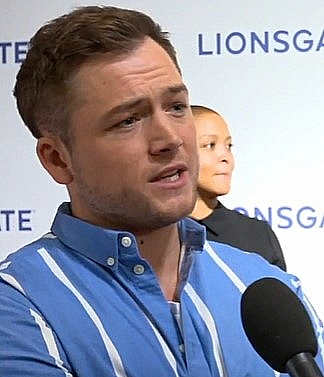
Egerton interjút ad a Robin Hood című filmről, 2018-ban

- Love at First Sight (2017) – Johnny

### Televízió
| Év        | Magyar cím                            | Eredeti cím                         | Szerep               | Megjegyzések                  |
| --------- | ------------------------------------- | ----------------------------------- | -------------------- | ----------------------------- |
| 2013      | Lewis – Az oxfordi nyomozó            | Lewis                               | Liam Jay             | 2 epizód                      |
| 2014      |                                       | The Smoke                           | Dennis Severs        | minisorozat (8 epizód)        |
| 2018      | Gesztenye, a honalapító               | Watership Down                      | El-Ahrairah (hangja) | minisorozat                   |
| 2019      | A Sötét Kristály – Az ellenállás kora | The Dark Crystal: Age of Resistance | Rian (hangja)        | 10 epizód                     |
| 2019–2020 | Múmin-völgyi kalandok                 | Moominvalley                        | Moomintroll (hangja) | 26 epizód                     |
| 2022      | Fekete madár                          | Black Bird                          | Jimmy Keene          | minisorozat (vezető producer) |

## Díjak és jelölések

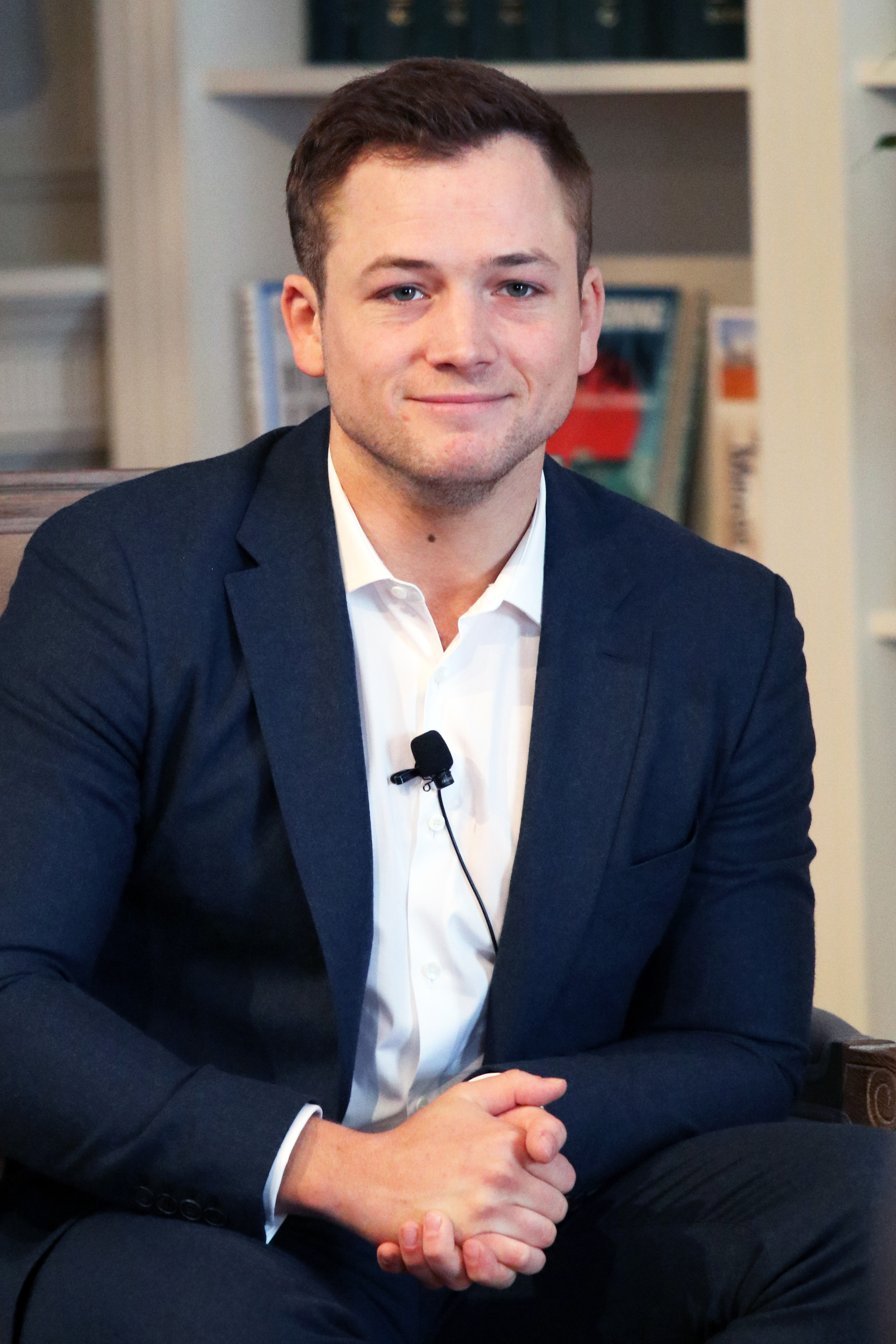
2018-ban

| Díj                     | Kategória                                           | Év   | Jelölt mű                    | Eredmény |
| ----------------------- | --------------------------------------------------- | ---- | ---------------------------- | -------- |
| BAFTA-díj               | Rising Star Award                                   | 2016 | –                            | Jelölve  |
| BAFTA-díj               | legjobb férfi főszereplő                            | 2020 | Rocketman                    | Jelölve  |
| Golden Globe-díj        | legjobb férfi főszereplő (zenés film vagy vígjáték) | 2020 | Rocketman                    | Elnyerte |
| Screen Actors Guild-díj | legjobb férfi főszereplő (mozifilm)                 | 2020 | Rocketman                    | Jelölve  |
| Szaturnusz-díj          | legjobb férfi főszereplő                            | 2016 | Kingsman: A titkos szolgálat | Jelölve  |
| Teen Choice Awards      | legjobb új sztár                                    | 2015 | Kingsman: A titkos szolgálat | Jelölve  |
| Teen Choice Awards      | legjobb drámai színész                              | 2016 | Eddie, a sas                 | Jelölve  |
| Teen Choice Awards      | legjobb drámai színész                              | 2019 | Rocketman                    | Jelölve  |
| Teen Choice Awards      | legjobb küzdelmi jelenet                            | 2018 | Kingsman: Az aranykör        | Jelölve  |